# Jullienella
Jullienella es un género de foraminífero bentónico de la familia Schizamminidae, de la superfamilia Astrorhizoidea, del suborden Astrorhizina y del orden Astrorhizida. Su especie tipo es Jullienella foetida. Su rango cronoestratigráfico abarca el Holoceno.

## Discusión
Clasificaciones previas incluían Jullienella en el suborden Textulariina del orden Textulariida.

## Clasificación
Jullienella incluye a las siguientes especies:
- Jullienella foetida
- Jullienella pearceyi
- Jullienella zealandica